# Meirother Kopf und Tiefenstein
Das Naturschutzgebiet Meirother Kopf und Tiefenstein liegt im Landkreis Ahrweiler in Rheinland-Pfalz.
Das etwa 98 ha große Gebiet, das im Jahr 1986 unter Naturschutz gestellt wurde, erstreckt sich westlich der Ortsgemeinde Wehr, direkt an der am südwestlichen Rand vorbeiführenden B 412. Die Landesstraße L 114 durchquert das Gebiet, weiter entfernt östlich verläuft die A 61.
Schutzzweck ist die Erhaltung des Gebietes aus wissenschaftlichen und landeskundlichen Gründen wegen seiner geologischen Beschaffenheit und wegen seiner landschaftsbestimmenden, besonderen landschaftlichen Schönheit und Eigenart.